# Планерное
Электродепо́ «Пла́нерное» (ТЧ-6) — электродепо Московского метрополитена, обслуживающее Таганско-Краснопресненскую линию с 30 декабря 1975 года. Расположено на северо-западе Москвы, на Планерной улице, примыкая к Алёшкинскому лесу.

## Обслуживаемые линии
| Линия                      | Годы                   |
| -------------------------- | ---------------------- |
| Таганско-Краснопресненская | 1975 — настоящее время |

## Подвижной состав

### Пассажирский подвижной состав
| Тип вагонов                        | Период                       | Вагонов в составе | Состояние                                                     |
| ---------------------------------- | ---------------------------- | ----------------- | ------------------------------------------------------------- |
| Еж, Еж1, Ем-508, Ем-509            | 1975—1977                    | 7                 | списаны                                                       |
| Еж3, Еж6, Ем-508Т                  | 1975—2020                    | 7—8               | списаны                                                       |
| 81-717/714                         | 2012—2017                    | 8                 | списаны                                                       |
| 81-765/766/767 «Москва»            | 2018 — настоящее время       | 8                 | регулярная эксплуатация                                       |
| 81-765.3/766.3/767.3 «Москва»      | в 2018                       | 8                 |                                                               |
| 81-765.4/766.4/767.4 «Москва-2019» | 20 сентября — 8 октября 2024 | 8                 | временная эксплуатация в связи с нехваткой подвижного состава |

Ранее в депо имелся поезд с вагоном-лабораторией № 5564 и с путеизмерителем № 7374 (до переделки в музейный путеизмерителем был вагон УМ5 № 806), его составность — 5564—6552—7374—6719—5824. 31 августа 2020 года состав был передан в электродепо «Красная Пресня». До 2010 года также имелся грузовой поезд.
С апреля 2018 года в депо «Планерное» начались поставки новых составов серии 81-765/766/767 «Москва», которые к июню 2020 года полностью заменили старые Еж3/Ем-508Т. Электродепо «Планерное» стало последним депо в Московском метрополитене, эксплуатировавшим вагоны данного типа.

## Происшествия

### Пробитие стены нефа электродепо
В ночь со 2 на 3 июня 2020 года машинист поезда «Москва» на скорости около 5 км/ч, забыв отжать кнопку контроля резервного тормоза (КТР), пробил стену электродепо.